# Vertigine della lista
Vertigine della lista è un saggio curato da Umberto Eco e pubblicato da Bompiani nel 2009. Tratta dell'uso della lista come modalità espressiva nella letteratura e nell'arte.

## Origine
Il Museo del Louvre decise di affidare a Umberto Eco la direzione di una serie di conferenze e mostre da tenere nel novembre 2009 su un argomento di sua scelta. Eco scelse "la lista"; la manifestazione fu chiamata "Vertige de la liste", e questo saggio fu pubblicato in tale occasione.

## Struttura
Il saggio consiste di 21 capitoli, ciascuno comprendente un testo di Eco che illustra un aspetto del tema trattato, seguito da una scelta di brani antologici di diversi autori relativi a quell'aspetto. Nel testo sono inserite numerose immagini.

## Contenuto dell'opera
L'opera inizia formulando la distinzione tra due modalità di rappresentazione, che chiama forma e lista. La forma è una rappresentazione completa, conclusa, finita, dotata di ordine e gerarchia, che non incoraggia a vedere altre cose che quelle che rappresenta. La lista, o elenco, o catalogo, si usa quando di ciò che si vuole rappresentare non si conoscono i confini, quando le cose da rappresentare sono in numero molto grande o infinito, o quando qualcosa si riesce a definire solo elencandone le proprietà, che sono potenzialmente infinite.
Queste due modalità di rappresentazione sono presenti nella letteratura e nell'arte fin dall'antichità, ed Eco ne trova due esempi significativi nell'Iliade: la descrizione dello scudo di Achille (che è una forma) e l'elenco delle navi degli Achei (che è una lista).
La lista può essere presente anche in opere non verbali: anche opere figurative o persino musicali possono essere tali da suggerire una continuazione infinita oltre i confini del quadro o del brano. Il libro è ricco di riproduzioni di dipinti di ogni epoca dell'arte occidentale che rientrano nella tipologia della lista.
Il saggio prosegue esplorando vari aspetti della lista come modalità di rappresentazione. Si può fare una distinzione tra liste pratiche (che si riferiscono a oggetti esistenti nel mondo esterno) e liste poetiche, che hanno una finalità artistica. La lista può essere usata come esempio o campione di un insieme immensamente grande o sconosciuto, che non si riesce a descrivere altrimenti (l'"indicibile"). La retorica utilizza per fini espressivi varie modalità di lista: accumulazione, liste panegiriche o encomiastiche, incremento o decremento, anafora. Esistono molte opere antiche o medievali che offrono liste di "mirabilia": portenti, miracoli, mostri.
Una collezione, un tesoro, un museo possono essere considerati una specie di "lista materiale" che ha la possibilità di incrementarsi indefinitamente. Mentre le raccolte medievali comprendevano soprattutto meraviglie e reliquie, in quelle rinascimentali sono presenti animali e oggetti esotici o parti del corpo umano: è la Wunderkammer, antenata del museo di storia naturale.
Di un oggetto si può dare una definizione per essenza (che lo dichiara come individuo di una data specie, inserito in un sistema o classificazione gerarchica), oppure una definizione per proprietà, che è appunto una lista ed è potenzialmente infinita.
In epoca moderna la lista viene a volte usata per deformare, per esprimere l'eccesso o la distruzione di un ordine, specialmente quando si tratta di liste caotiche, che sono assemblaggi di cose prive di apparente rapporto reciproco. Nella comunicazione di massa (nello spettacolo, nelle vetrine, nelle esposizioni di prodotti) la lista suggerisce l'abbondanza e il consumo a disposizione di tutti, che è una caratteristica della società moderna.
Sia la narrativa sia la filosofia hanno evocato la vertigine della lista anche senza offrire elenchi, ma piuttosto offrendo dei contenitori di liste infinite (come la Biblioteca di Babele di Borges) o dei dispositivi per produrre liste infinite (ad esempio con tecniche combinatorie).

## I capitoli
1. Lo scudo e la forma
2. L'elenco o la lista
3. L'elenco visivo
4. L'indicibile
5. Liste di cose
6. Liste di luoghi
7. C'è lista e lista
8. Scambi tra lista e forma
9. Retorica dell'enumerazione
10. Liste di mirabilia
11. Collezioni e tesori
12. La Wunderkammer
13. Definizione per proprietà e definizione per essenza
14. Il cannocchiale aristotelico
15. L'eccesso, da Rabelais in avanti
16. L'eccesso coerente
17. L'enumerazione caotica
18. Gli elenchi dei mass media
19. Liste di vertigini
20. Scambi tra lista pratica e lista poetica
21. Una lista non normale

## Edizioni
- Vertigine della lista, Milano, Bompiani, 2009, ISBN 978-88-452-6345-3
- Vertigine della lista, Milano, Bompiani, 2012, ISBN 978-88-452-7142-7
- Vertigine della lista, Milano, Bompiani, 2019, ISBN 978-88-301-0059-6